# Spaghetti alla bolognese
Gli spaghetti alla bolognese (spaghetti bolognese in inglese) sono una ricetta gastronomica diffusa nella cucina internazionale, a base di spaghetti conditi con un sugo che ricorda il ragù bolognese, ma che, al contrario di esso, è più ricco di pomodoro che di carne.
Il piatto è di origini incerte e, nella sua versione con ragù di carne, è erroneamente attribuito alla tradizione culinaria bolognese, in quanto la cucina emiliana tradizionalmente abbina il ragù alla sfoglia all'uovo, e non alla semola di grano duro.
Nella tradizione culinaria bolognese, tuttavia, esiste un tipo di spaghetti alla bolognese che prevede un sugo a base di tonno. Il piatto si sarebbe diffuso a partire dagli inizi del '900 con la commercializzazione su larga scala del tonno in scatola. La ricetta degli spaghetti alla bolognese (con sugo di tonno) è stata registrata presso la Camera di Commercio di Bologna nel dicembre 2018 a seguito di una ricerca condotta dall’Accademia italiana della cucina: «Il deposito di questa ricetta è l’ultima tappa di un percorso di emersione dall’anonimato di un piatto forse umile ma assai caro ai bolognesi, che lo mangiavano il venerdì (giorno di magro finché i precetti religiosi hanno influenzato la vita quotidiana) o la vigilia di Natale».
In Italia il piatto è principalmente offerto nei ristoranti turistici che offrono cucina internazionale.

## Storia
L'origine degli spaghetti alla bolognese è incerta, ma sono state formulate diverse teorie.
Secondo Massimo Montanari de La Cucina Italiana, i cosiddetti "spaghetti alla bolognese" nacquero all'Hôtel Ville et Bologne di Torino, dove il menù del 22 aprile 1898 pubblicato sul quotidiano La Stampa riporta "spaghetti di Napoli alla bolognese", e diventarono di moda tra l'élite piemontese negli anni Venti, arrivando negli Stati Uniti grazie agli emigrati italiani e comparendo quindi nella rubrica di cucina del Los Angeles Times nel 1925.
Secondo Luca Cesari di Gambero Rosso, l'abbinamento degli spaghetti al ragù compare invece per la prima volta in Practical Italian recipes for American kitchens, un ricettario edito nel 1917 per raccogliere fondi per le famiglie dei soldati italiani impegnati nella prima guerra mondiale: al suo interno, Julia Lovejoy Cuniberti riprese diverse ricette da La scienza in cucina e l'arte di mangiar bene e raccomandò di usare il ragù bolognese per "macaroni or spaghetti", ai tempi già molto diffusi negli Stati Uniti, al contrario delle tagliatelle a cui il ragù è generalmente associato nella cucina italiana.
Secondo altre teorie, i cosiddetti "spaghetti alla bolognese" potrebbero derivare dai piatti italiani conosciuti dai soldati statunitensi di stanza nella penisola durante la seconda guerra mondiale e da essi adattati una volta rientrati in patria, oppure potrebbero essere stati creati dagli italiani che emigrarono negli Stati Uniti, i quali iniziarono ad aggiungere alla pasta la carne, più economica nel Nuovo Continente. Per Giovanni Ceccarelli e Stefano Magagnoli il piatto venne usato dagli emigranti per "enfatizzare l'identità e contrastare la nostalgia per l'Italia" unendo due ingredienti tipici della cucina italiana, e contemporaneamente divenne un simbolo dell'idea di cucina italiana esistente all'estero, abbondante e opulenta.

## Consumo
Gli "spaghetti alla bolognese" hanno raggiunto la diffusione globale all'inizio degli anni Sessanta, quando vennero commercializzati in lattina dall'azienda statunitense Heinz con il nome di "spaghetti bolognese". Sono particolarmente noti negli Stati Uniti, nel Regno Unito, in Germania e in Australia, anche con il nome di spaghetti bolognaise o spag bol, mentre in Italia sono presenti nei menù dei ristoranti delle località turistiche per andare incontro ai gusti dei visitatori provenienti dall'estero.
La tradizione culinaria di Bologna prevede invece l'uso di pasta di sfoglia all'uovo (in particolare tagliatelle o garganelli) condita con il vero ragù bolognese.

## Nella cultura di massa
Spaghetti Bolognaise è una celebre canzone per bambini del cantante australiano Peter Combe, premiata con il disco di platino in Australia.